# Серов, Арсений Иванович
Арсений Иванович Серов (22 декабря 1908, деревня Абрамиха, Балахнинский уезд, Нижегородская губерния, Российская империя — 5 января 1969, Степногорск, Акмолинская область, Казахская ССР) — советский партийный и общественный деятель, председатель Городецкого райисполкома (1942—1950), первый секретарь Городецкого райкома партии (1950), первый секретарь Молотовского райкома Компартии Казахстана (1954—1958), председатель горисполкома Степногорска (1958—1969), Акмолинская область, Казахская ССР. Герой Социалистического Труда (1957).

## Биография
Родился в 1908 году в крестьянской семье в Абрамиха Балахнинского уезда. С 1924 года трудился плотником в Городецком затоне (позднее — Городецкая судоверфь) на Волге, в последующие годы — в бригаде плотников в затоне «12 лет Октября» Борского района, на Апсагачевской судоверфи Томской области, Сосновской судоверфи Кировской области. После вступления в ВКП(б) с 1932 года обучался в партийной школе в Малмыже, двухгодичной партийной школе в Арзамасе. После окончания обучения с 1934 года — секретарь партийной организации Городецкого леспромхоза, затем — бригадир плотников лесопункта, начальник Узольского рейда леспромхоза, начальник Ковровского мехлеспромхоза.
С 1942 года — секретарь Городецкого райкома партии, с февраля 1943 года — председатель исполкома Городецкого районного Совета депутатов трудящихся. В военные годы занимался запуском и организацией производства эвакуированного в Городец завода по изготовлению мин. За выполнение правительственных заданий был награждён Орденом Отечественной войны 2 степени. В 1947 году содействовал при строительстве Горьковской ГЭС.
С апреля 1950 года — первый секретарь Городецкого райкома партии. В это же время окончил Городецкий педагогический техникум. С декабря 1951 по 1954 года обучался на Ленинских курсах при ЦК ВКП(б) в Москве. В 1954 году направлен в распоряжение ЦК Компартии Казахстана для организации освоения целины. 28 декабря 1954 года избран первого секретарём Молотовского райкома. Во время его избрания в Молотовском районе действовало 15 колхозов, 4 машинно-тракторных станций и 3 животноводческих совхоза. Способствовал организации новых предприятий в районе. К концу 1954 года в районе были основаны 7 новых совхозов, которые вместе с существовавшими хозяйствами освоили более трёхсот тысяч целинных и залежных земель.
В 1956 году сельскохозяйственные предприятия Молотовского района получили в среднем по всему району по 16,8 центнера зерновых с каждого гектара. Валовый сбор зерновых составил 32 миллионов пудов, что превысило годовой показатель 1953 года в 11 раз. Девять совхозов получили прибыль в размере 114 миллионов рублей, колхозы получил прибыль в 85 миллионов рублей. Колхозники получили на каждый трудодень по 10 — 19 рублей и 3-4 килограмма зерна. Занимался строительством новых посёлков, развитием объектов социального и культурного назначения в районе. Указом Президиума Верховного Совета СССР от 11 января 1957 года удостоен звания Героя Социалистического Труда за «особо выдающиеся успехи, достигнутые в работе по освоению целинных и залежных земель, и получение высокого урожая» с вручением ордена Ленина и золотой медали «Серп и Молот» (№ 7226).
С 1958 года на руководящей должности в закрытом посёлке (в разное время — Целиноград-25, Макинск-2, с 1964 года — Степногорск) Акмолинской области, где шло строительство горно-химического комбината № 4 (Северо-Казахстанский комбинат, с 1964 года — Целинный горно-химический комбинат), добывающего и перерабатывающего урановую руду и других химических веществ для ядерной промышленности СССР. С июня 1964 года — первый в истории председатель горисполкома Степногорска.
Скоропостижно скончался в январе 1969 года на рабочем месте.
Память
В 1970 году на доме № 22 в 1-м микрорайоне Степногорска, где трудился Арсений Серов, была установлена мемориальная доска.
Награды
- Герой Социалистического Труда
- Орден Ленина
- Орден Отечественной войны 2 степени (01.03.1945)